# Xiangyang Xiang (socken i Kina)
Xiangyang Xiang (kinesiska: 向阳, 向阳乡) är en socken i Kina. Den ligger i provinsen Yunnan, i den sydvästra delen av landet, omkring 140 kilometer sydost om provinshuvudstaden Kunming. Antalet invånare är 26 711. Befolkningen består av 12 127 kvinnor och 14 584 män. Barn under 15 år utgör 27,0 %, vuxna 15-64 år 64 %, och äldre över 65 år 8,0 %.
Genomsnittlig årsnederbörd är 1 158 millimeter. Den regnigaste månaden är juni, med i genomsnitt 251 mm nederbörd, och den torraste är februari, med 18 mm nederbörd.